# 이재현 (1870년)
이재현(李載現, 1870년 7월 1일 ~ ?)은 조선 후기의 종친이자 대한제국의 문신이자 종친으로, 선조 이연의 9남이었던 경창군 이주의 후손인 종정원경(宗正院卿) 출신 이낙응(李洛應)의 양아들이다.
본생가의 삼촌 이낙응의 양자로 입양되어 황족으로서의 작위를 받지 못했지만, 생부 완평군 이승응이 풍계군 당의 양자로, 활실의 근친이었으므로 황족으로 분류되었다. 인천 계양 출신.

## 생애
조선 후기의 종친으로 본관은 전주, 휘는 재현(載現)이다. 아버지는 선조 이연의 9남인 경창군 이주의 후손이었던 종정원경(宗正院卿) 출신 이낙응(李洛應)이며, 생부는 장조의 서3남이었던 은전군(恩全君)의 손자 완평군 이승응(完平君 李昇應)이다.
완평군 2남으로 1870년(고종 7) 경기도 인천 계양 사저에서 출생하였고 지난날 한때 경기도 부평 잠저에서 잠시 유아기를 보낸 적이 있으며 한성부 사저에서 성장하였다. 본생가의 숙부(淑父)인 종정원경(宗正院卿) 이낙응(李洛應)의 양자가 되었다.
1888년 음서로써 천거된 그는 3년 후 1891년(고종 29) 유학(幼學)으로서 문과 응제시 경과(文科 應製試 慶科)에 합격한 뒤 곧바로 전시(殿試)에 나아갔다. 1년 후 1892년에 문과 별시(文科 別試)를 병과(丙科) 52위로 급제하였다. 같은 해 1892년 5월 27일 홍문관교리(弘文館校理)에 제수받고 사간원정언을 거쳐 1893년(고종 30) 2월 25일 홍문관교리(弘文館校理)로 옥당(玉堂)의 연차에 참여하여 동학(東學)의 괴수를 섬멸할 것을 상소하였다.
1894년(고종 31) 7월 12일 승정원 동부승지(承政院同副承旨)에 제수되고, 1895년(고종 32) 10월 15일 종척 집사(宗戚執事)에 임명되었다.
1896년(고종 33, 건양 1) 3월 1일 혼전(魂殿)의 향관(享官)에 임명되고, 1897년(광무 1) 사직 신위 서사관(社稷神位書寫官)에 임명되었다.
1898년(광무 2) 1월 16일 사직서 제조(社稷署提調)에 임용하고 칙임관(勅任官) 4등에 서임(敍任)하였다. 이해 1월 24일 경모궁제조(景慕宮提調)를 거쳐 이해 12월 6일 궁내부 특진관에 임용하고 칙임관 4등에 서임되고, 이해 12월 21일 시강원첨사(侍講院詹事)에 임용하고 칙임관 4등에 서임하였다.
1899년(광무 3) 4월 17일 궁내부 특진관(宮內府特進官)에 임용하고 칙임관(勅任官) 4등에 서임(敍任)되고, 이해 5월 24일 시강원 첨사(侍講院詹事)에 임용하고 칙임관(勅任官) 4등에 서임(敍任)하였다.
1900년(광무 4) 순천군수(順天郡守)를 거쳐 이해 10월 20일 궁내부 특진관(宮內府特進官)에 임용하고 칙임관(勅任官) 4등에 서임(敍任)하였다. 그해 가의대부에 올랐다.
1901년(광무 5) 상주군수(尙州郡守)를 지냈고, 이해 10월 14일 궁내부 특진관(宮內府特進官)에 임용하고 칙임관(勅任官) 4등에 서임(敍任)하고, 이해 10월 20일 경상남도 관찰사(慶尙南道觀察使)를 역임하였다.
1902년(광무 6) 12월 18일 해도(該道)의 지계감독(地契監督)을 거쳐 1903년(광무 7) 8월 21일 궁내부 특진관(宮內府特進官)에 임용되었다.
1904년(광무 8) 1월 2일 종척집사(宗戚執事)에 임명되고, 이해 4월 26일 혼전(魂殿)의 제사관(祭祀官)를 거쳐 이해 5월 22일 비서원경(祕書院卿)에 임명되고, 이해 10월 21일 궁내부 특진관(宮內府特進官)에 임용하고 칙임관 3등에 서임되고, 이해 10월 22일 동지돈령원사(同知敦寧院事)에 임명하고, 이해 11월 3일 비서원 경(祕書院卿)에 임용하고 칙임관 3등에 서임하고, 이해 11월 5일 종척 집사(宗戚執事)에 임명하고, 이해 12월 20일 시강원 첨사를 겸임하고, 이해 12월 30일 의정부찬정(議政府贊政)에 임명되었다.
1905년(광무 9) 1월 5일 비서원경에 임용하고 칙임관 2등에 서임하고, 이해 1월 12일 시강원 첨사를 거쳐 이해 1월 15일 비서원경에 제수되고, 이해 2월 11일 궁내부 특진관(宮內府特進官)에 임용하고 칙임관(勅任官) 1등에 서임(敍任)하고, 이해 2월 18일 시강원 첨사에 임용하고 칙임관 2등에 서임하였다. 이해 3월 26일 예식원장례경(禮式院掌禮卿)에 임용하고 칙임관 2등에 서임하였으며, 시강원 첨사를 겸임하도록 하였다. 이해 5월 1일 시강원 첨사(侍講院詹事)에 임용하고, 칙임관(勅任官) 2등에 서임(敍任)하였다.
1906년(광무 10) 2월 8일 궁내부 특진관(宮內府特進官)에 임용하고 칙임관(勅任官) 2등에 서임하였다.
의정부 찬정(贊政)을 지냈고, 한일 합방 후에는 관직을 사퇴하고 사회사업에 활동하다가 별세하였다. 그는 자신의 말년에는 경성부 북부 계동에 거주했다 한다. 또한 그는 계동사립보통학교를 짓고 재단이사장이 되었다.

## 가족 관계
- 할아버지 : 이도식(李道植)
- 할아버지(생 양조부) : 풍계군 이당(豊溪君 李瑭, 1783년- 1826년), 생부 완평군 이승응의 양부
- 아버지(양부) : 종정원경(宗正院卿) 이낙응(李洛應, 1850년 1월 10일 - ), 선조의 9남인 경창군의 8대손이자 하계군 이거(夏溪君 李椐)의 6대손인 이도식(李道植)의 아들.
- 어머니(양모) : 대구서씨(大邱徐氏, ? - ?), 서상협(徐相協)의 딸
- 아버지(생부) : 완평군 이승응(完平君 李昇應, 1836년 - 1909년)
- 어머니(생모) :
  - 형 : 인양군 이재근(仁陽君 李載覲, 1857년 - 1896년)
  - 동생 : 의양군 이재각(義陽君 李載覺. 1874년 - 1935년)
  - 동생 : 예양정 이재규(禮陽正 李載規, 1877년 - ?년)
- 부인 : 남양홍씨(南陽洪氏, 1867년 3월 10일 - 1883년 12월 30일), 홍재억(洪在億)의 딸
- 부인 : 진주강씨(晉州姜氏, 1869년 4월 21일 - 1899년 1월 20일), 강준회(姜俊會)의 딸
- 부인 : 해주오씨(海州呉氏, 1880년 10월 1일 - ), 군수 오현근(呉賢根)의 딸,

## 기타
1900년 편찬 선원보략에 의하면 본부인 홍씨의 묘소는 경기도 과천군 남면 당정리(果川郡 南面 唐井里, 후일의 경기도 군포시 당정동) 오좌(午坐)에 있고, 후처 진주강씨의 묘소는 경기도 과천군 남면 당정리 유좌(酉坐)에 있었다 한다.
생부 완평군 이승응 묘역, 이승응의 양부 풍계군, 양조부 은전군 묘소 인근 지역이었다.